# Michael White (giocatore di snooker)
Michael White (Neath, 5 luglio 1991) è un giocatore di snooker gallese.

## Carriera
Michael White è diventato all'età di 9 anni il più giovane a realizzare un "centone". Dopo aver perso la finale del Welsh Amateur Championship nel 2005, vince l'IBSF World Grand Prix 2006 e lo European Under-19 Championship 2007, conquistandosi una carta d'accesso nel Main Tour per la stagione 2007-2008. Nella sua prima annata, White non riesce però a prendere parte a nessun evento, perdendo sempre i turni di qualificazione. Il gallese riconquista un posto tra i professionisti vincendo il Welsh Amateur Championship nel 2009, battendo in finale Darren Morgan. Lo stesso epilogo si ripete per le due stagioni successive, 2009-2010 e 2010-2011, con White che partecipa al suo primo torneo nel circuito principale nel 2012, iscrivendosi allo Shoot-Out, dove perde sul al primo turno contro Mike Dunn.

### Stagione 2012-2013
Dopo aver vinto i suoi primi match allo Shoot-Out 2013, White conclude la stagione 2012-2013 qualificandosi per la prima volta al Campionato mondiale, sconfiggendo Zhang Anda ed Andrew Higginson nei turni preliminari. All'inizio della competizione vera e propria, White batte al primo turno il connazionale Mark Williams con il risultato di 10-6, poi travolge Dechawat Poomjaeng 13-3, e viene eliminato ai quarti da Ricky Walden per 13-6, ottenendo comunque un ottimo risultato.

### Stagione 2013-2014
Dopo aver iniziato la stagione 2013-2014 al 34º posto, White si piazza un'altra volta ai quarti all'Indian Open venendo eliminato solo al frame decisivo da Stephen Maguire. Per il secondo anno consecutivo riesce a qualificarsi per la fase finale del Campionato del mondo, dove stavolta perde subito al primo turno per mano del futuro vincitore del torneo Mark Selby che lo sconfigge 10-9.

### Stagione 2014-2015
Il salto di qualità del gallese arriva nella stagione 2014-2015, con i suoi primi successi in tornei professionistici. Dopo aver iniziato l'annata conquistando due quarti allo Shanghai Masters e all'International Championship (dove viene battuto in entrambe le occasioni da Mark Allen), White compie una grande seconda parte di annata, vincendo in pochi giorni consecutivi lo Shoot-Out, sfidando Xiao Guodong in finale, e l'Indian Open battendo Ricky Walden con il netto punteggio di 5-0. Nonostante il passo in avanti notevole, Michael White non riesce a qualificarsi al Campionato mondiale, perdendo al secondo turno preliminare contro Craig Steadman.

### Stagione 2015-2016
Nella stagione successiva White non vince nessun trofeo, ma ottiene comunque buoni piazzamenti come la semifinale della General Cup, e i quarti conquistati all'Australian Goldfields Open e nel torneo di casa Welsh Open. Peraltro riceve l'invito per partecipare al Champion of Champions avendo vinto almeno un torneo nella precedente annata, anche se tuttavia viene subito battuto da Joe Perry. Conclude la stagione qualificandosi al Campionato mondiale, dove viene sconfitto da Sam Baird al primo turno.

### Stagione 2016-2017
L'annata 2016-2017 assomiglia molto alla 2015-2016, dato che White non vince tornei ma riesce a cavarsela giungendo due volte ai quarti (Shanghai Masters e Northern Ireland Open) e battendo alcuni dei più forti del tour, come John Higgins durante il World Grand Prix, Alan McManus allo Shoot-Out, Matthew Stevens al Gibraltar Open e Ali Carter al China Open.

### Stagione 2017-2018
Il gallese torna al trionfo nel 2017-2018 vincendo ad inizio stagione il Paul Hunter Classic, sconfiggendo in finale Shaun Murphy per 4-2, battendo anche il campione in carica Mark Selby agli ottavi per 4-1. Successivamente raggiunge i quarti al Champion of Champions e al World Grand Prix.

### 2018-
Dopo aver sorpreso molti degli addetti ai lavori, White non si ripete nella stagione 2018-2019 e in quella 2019-2020, raggiungendo al massimo le semifinali dello Shoot-Out 2019.

## Ranking[26]
| Stagione  | Ranking iniziale | Ranking finale   |
| --------- | ---------------- | ---------------- |
| 2007-2008 | Non classificato | Non classificato |
| 2009-2010 | Non classificato | 73               |
| 2010-2011 | 71               | 66               |
| 2011-2012 | 66               | 54               |
| 2012-2013 | 54               | 34               |
| 2013-2014 | 34               | 26               |
| 2014-2015 | 27               | 17               |
| 2015-2016 | 17               | 19               |
| 2016-2017 | 19               | 26               |
| 2017-2018 | 26               | 29               |
| 2018-2019 | 29               | 45               |
| 2019-2020 | 45               |                  |

## Tornei vinti

### Titoli Non-Ranking: 1
| Titoli Ranking      | Titoli Ranking | Titoli Ranking | Titoli Ranking |
| ------------------- | -------------- | -------------- | -------------- |
| Competizione        | Anno           | Avversario     | Note           |
| Indian Open         | 2015           | Ricky Walden   | [ 16 ]         |
| Paul Hunter Classic | 2017           | Shaun Murphy   | [ 22 ]         |

| Titoli Non-Ranking | Titoli Non-Ranking | Titoli Non-Ranking | Titoli Non-Ranking |
| ------------------ | ------------------ | ------------------ | ------------------ |
| Competizione       | Anno               | Avversario         | Note               |
| Shoot-Out          | 2015               | Xiao Guodong       | [ 15 ]             |

## Finali perse
- European Tour: 1 (Gibraltar Open 2015)